# Photo League

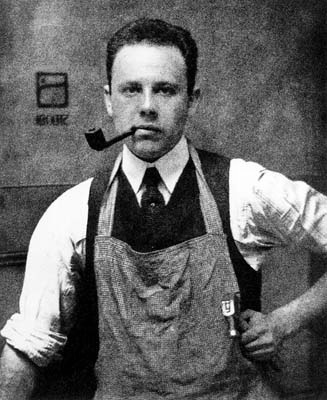
Jeden ze zakladatelů organizace Paul Strand

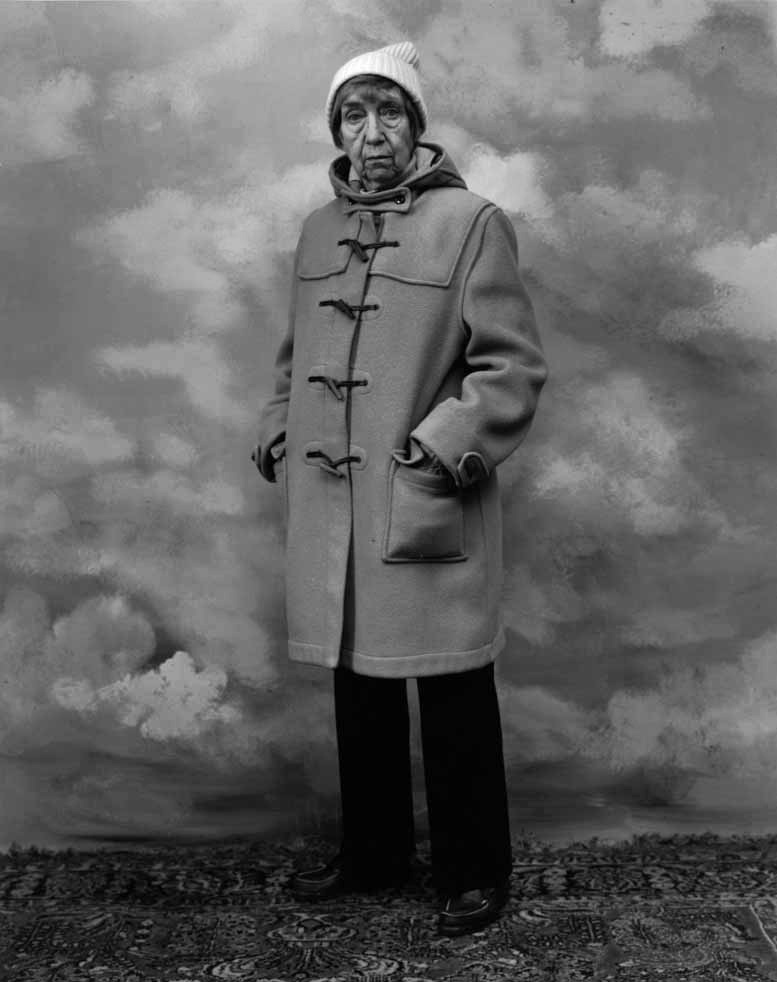
Na založení organizace se podílela také Berenice Abbottová

Photo League (Fotografická liga) bylo družstvo fotografů v New Yorku, kteří se spojili kolem řady společných společenských a kreativních důvodů. Liga, založená v roce 1936, zahrnovala mezi své členy některé z nejvýznamnějších amerických fotografů poloviny 20. století. Činnost organizace byla zastavena v roce 1951 po svém umístění v roce 1947 na černou listinu amerického ministerstva spravedlnosti s obviněním, že jde o komunistickou a protiamerickou organizaci.

## Origins
Počátky Ligy sahají až k projektu Workers International Relief (WIR), komunistického sdružení se sídlem v Berlíně. V roce 1930 WIR založila Workers Camera League v New Yorku, která se brzy stala známou jako Film and Photo League. Cílem organizace bylo „bojovat proti reakčnímu filmu a odhalovat jej; produkovat dokumentární filmy odrážející životy a boje amerických dělníků; a šířit a popularizovat velké umělecké a revoluční sovětské produkce“.

## Étos
V roce 1934 začali mít stále fotografové a filmaři v Lize rozdílné názory na společenské a produkční zájmy a do roku 1936 vytvořili samostatné skupiny. Paul Strand a Ralph Steiner založili Frontier Films, aby pokračovali v prosazování původních cílů, zatímco Strand a Berenice Abbottová přejmenovali původní skupinu na „The Photo League“. Obě organizace zůstaly přátelské, přičemž členové každé skupiny se často účastnili aktivit té druhé. Cílem nově reformované Photo League bylo „vrátit fotoaparát do rukou poctivých fotografů, kteří... jej používají k fotografování Ameriky“.
Liga se rychle stala aktivní na novém poli společensky uvědomělé fotografie. Na rozdíl od jiných fotografických organizací nezastávala konkrétní vizuální styl, ale místo toho se soustředila na „integraci formálních prvků designu a vizuální estetiky s mocnými a sympatickými důkazy o lidském stavu“. Nabízela také základní a pokročilé kurzy fotografie, když takových kurzů na vysokých školách nebo obchodních školách bylo málo. Zpravodaj Photo Notes byl tištěn nepravidelně, v závislosti na tom, kdo byl k dispozici pro práci a zda si mohl dovolit náklady na tisk. Více než cokoli jiného však byla Liga místem setkávání fotografů, aby sdíleli a prožívali své společné umělecké a společenské zájmy. 

## Vlivní členové
Mezi členy Ligy byli spoluzakladatelé Sol Libsohn a Sid Grossman (ředitel školy Photo League School); Morris Engel (od roku 1936); Arthur Leipzig (od roku 1942); Ruth Orkin, Jerome Liebling a Lester Talkington (všichni z roku 1947); Walter Rosenblum (redaktor Photo League Photo Notes); Eliot Elisofon (fotograf časopisu Life); Aaron Siskind; Jack Manning (člen Harlem Document Group of the League a fotograf New York Times); Dan Weiner; Bill Witt; Martin Elkort; Lou Bernstein; Sy Kattelson; Louis Stettner; a Lisette Modelová.
Na počátku 40. let 20. století na seznamu významných fotografů, kteří byli aktivní v Lize nebo podporovali jejich činnost, byli také Margaret Bourke-Whiteová, W. Eugene Smith, Helen Levittová, fotograf FSA Arthur Rothstein, Beaumont Newhall, Nancy Newhallová, Richard Avedon, Weegee, Robert Frank, Harold Feinstein, Ansel Adams, Edward Weston a Minor White. Liga byla správcem sbírky Lewis Hine Memorial Collection, kterou Hineův syn předal Lize jako uznání její role při podpoře sociálního aktivismu prostřednictvím fotografie, jak to dělal jeho otec. 

## Ženy fotografky
Pro umělecké skupiny v té době bylo neobvyklé, že asi jedna třetina členů a účastníků Ligy byly ženy a sloužily ve viditelných vedoucích rolích, jako je sekretářka, pokladnice, viceprezidentka a prezidentka. Například Lucy Ashjianová, která vstoupila do Ligy již v roce 1936, byla editorkou Photo Notes a předsedkyní správní rady školy Ligy. Sonia Handelman Meyerová byla fotografkou i sekretářkou, jedinou placenou funkcí ligy.

## Černá listina
Mnoho členů, kteří se připojili před koncem druhé světové války, byli Američané první generace, kteří silně věřili v progresivní politické a sociální věci. Málokdo si byl vědom politického původu hnutí komunistických „Dělníků fotografů“ (Arbeiterfotografen) v Berlíně. To mělo ve skutečnosti pramálo společného s tím, co organizace dělala, jak se vyvíjela, ale pomohlo to k jejímu pádu po válce, kdy ji FBI obvinila z toho, že je komunistická, podvratná a protiamerická.
V prosinci 1947 byla Photo League formálně prohlášena za podvratnou organizaci a umístěna na černou listinu podvratných organizací amerického ministerstva spravedlnosti generálním prokurátorem Tomem C. Clarkem. Po tomto oznámení se Photo League objevila na seznamu podvratných organizací generálního prokurátora (AGLOSO) zveřejněném 20. března 1948 ve federálním rejstříku. 
Liga se nejprve bránila a v roce 1948 uspořádala působivou výstavu This Is the Photo League, ale poté, co její členka a dlouholetá informátorka FBI Angela Calomirisová v květnu 1949 dosvědčila, že Liga byla krycí organizací komunistické strany, Foto Liga byla ukončena. Nábor vyschl a staří členové odešli, včetně jednoho z jeho zakladatelů a bývalého prezidenta Paula Stranda a také Louise Stettnera. Liga se rozpadla v roce 1951.
Po zániku Ligy a s návratem více žen do domácích rolí v poválečné éře kariéry mnoha nadějných umělkyň, jako Sonia Handelman Meyerová a Rae Russelová, nepokračovaly. 

## Dědictví
Photo League byla předmětem dokumentárního filmu z roku 2012: Obyčejné zázraky: The Photo League's New York od Daniela Allentucka a Niny Rosenblumové. Film sleduje vzestup a zánik Photo League mezi lety 1936 a 1951 a zahrnuje rozhovory s přeživšími členy a soundtrack včetně Woodyho Guthrieho, Andrews Sisters a Mills Brothers. Časopis Cineaste nazývá film „skvělým přírůstkem do knihovny dokumentů věnovaných připomenutí kulturní práce staré levice“. 

## Členové Fotoligy
Podle zdroje: Židovské muzeum v New Yorku)
- Berenice Abbottová, 1898–1991, roz. Springfield, Ohio
- Alexander Alland, 1902–1989, roz. Sevastopol, Rusko (nyní Ruskem okupovaná Ukrajina)
- Lucy Ashjianová, 1907–1993, roz. Indianapolis, Indiana
- Marynn Older Ausubelová, 1912–1980, roz. New Haven, Connecticut
- Lou Bernstein, 1911–2005, roz. Manhattan, New York
- Rudy Burckhardt, 1914–1999, roz. Basilej, Švýcarsko
- Angela Calomiris, 1916–1995, roz. Manhattan, New York
- Vivian Cherry, roz. 1920, Manhattan, New York
- Bernard Cole, 1911–1982, roz. Londýn, Anglie
- Larry Colwell, 1901–1972, roz. Detroit, Michigan
- Harold Corsini, 1919–2008, roz. Manhattan, New York
- Jack Delano, 1914–1997, roz. Vorošilovka, Rusko (nyní Ukrajina)
- Robert Disraeli, 1905–1988, roz. Kolín, Německo
- Arnold Eagle, 1909–1992, roz. Budapešť, Maďarsko
- John Ebstel, 1922–2000, roz. Philadelphia, Pennsylvania
- Myron Ehrenberg, 1907–1977, roz. Boston, Massachusetts
- Eliot Elisofon, 1911–1973, roz. Manhattan, New York
- Martin Elkort, 1929–2016, roz. Manhattan, New York
- Morris Engel, 1918–2005, roz. Manhattan, New York
- Harold Feinstein, 1931–2015, roz. Coney Island, New York
- Godfrey Frankel, 1912–1995, roz. Cleveland, Ohio
- George Gilbert, 1922–2012, Brooklyn, New York
- Leo Goldstein, 1901–1972, roz. Kišiněv, Russko (nyní Moldavsko)
- Sid Grossman, 1913–1955, roz. Manhattan, New York
- Rosalie Gwathmey, 1908–2001, roz. Charlotte, North Carolina
- Lewis Wickes Hine, 1874–1940, roz. Oshkosh, Wisconsin
- Morris Huberland, 1909–2003, roz. Varšava, Polsko
- N. (Nathan) Jay Jaffee, 1921–1999, roz. Brooklyn, New York
- Consuelo Kanaga, 1894–1978, roz. Astoria, Oregon
- Sy (Seymour) Kattelson, 1923–2018, Manhattan, New York
- Sidney Kerner, 1920–2013, Brooklyn, New York
- Gabriella Langendorfová, roz. Vídeň, Rakousko
- Arthur Leipzig, 1918–2014, roz. Brooklyn, New York
- Rebecca Lepkoff, 1916–2014, Manhattan, New York
- Jack Lessinger, 1911–1987, roz. Manhattan, New York
- Leon Levinstein, 1910–1988, roz. Buckhannon, Západní Virginie
- Sol Libsohn, 1914–2001, roz. Manhattan, New York
- Jerome Liebling, 1924–2011, roz. Manhattan, New York
- Richard A. Lyon, 1914–1994, roz. Manhattan, New York
- Sam Mahl, 1913–1992, roz. Manhattan, New York
- Jack Manning, 1920–2001, roz. Manhattan, New York
- Tosh Matsumoto, 1920–2010, roz. Vacaville, Kalifornie
- Sonia Handelman Meyerová, 1920–2022, Lakewood, New Jersey
- Lisette Modelová, 1906–1983, roz. Vídeň, Rakousko
- Barbara Radding Morganová, 1900–1992, roz. Buffalo, Kansas
- Lida Moserová, 1920–2014, roz. Manhattan, New York
- Arnold Newman, 1918–2006, roz. Manhattan, New York
- Marvin E. Newman, roz. 1927, Bronx, New York
- Ruth Orkin, 1921–1985, roz. Boston, Massachusetts
- Marion Palfi, 1907–1978, roz. Berlín, Německo
- Sol Prom (Solomon Fabricant), 1906–1989, roz. Brooklyn, New York
- David Robbins, 1912–1981, roz. USA
- Walter Rosenblum, 1919–2006, roz. Manhattan, New York
- Edwin Rosskam, 1903–1985, roz. Mnichov, Německo
- Arthur Rothstein, 1915–1985, roz. Manhattan, New York
- Rae Russelová, 1925–2008, roz. Brooklyn, New York
- Edward Schwartz, 1906–2005, roz. Brooklyn, New York
- Ann Zane Shanksová, 1922–2015, Brooklyn, New York
- Lee Sievan, 1907–1990, roz. Manhattan, New York
- Larry Silver, roz. 1934, Bronx, New York
- Aaron Siskind, 1903–1991, roz. Manhattan, New York
- W. Eugene Smith, 1918–1978, roz. Wichita, Kansas
- Fred Stein, 1909–1967, roz. Drážďany, Německo
- Ralph Steiner, 1899–1986, roz. Cleveland, Ohio
- Louis Stettner, 1922–2016, roz. Brooklyn, New York
- Erika Stone, roz. 1924, Frankfurt, Německo
- Lou Stoumen, 1917–1991, roz. Springtown, Pennsylvania
- Paul Strand, 1890–1976, roz. Manhattan, New York
- Rolf Tietgens, 1911–1984, roz. Hamburg, Německo
- Elizabeth Timbermanová, 1908–1988, roz. Columbus, Ohio
- David Vestal, 1924–2013, roz. Menlo Park, Kalifornie
- John Vachon, 1914–1975, roz. St. Paul, Minnesota
- Weegee (Arthur Fellig), 1899–1968, roz. Zloczów, Halič (nyní Ukrajina)
- Dan Weiner, 1919–1959, roz. Manhattan, New York
- Sandra Weinerová, 1921–2014, Drohiczyn, Polsko
- Bill Witt, roz. 1921, Newark, New Jersey
- Ida Wyman, 1926–2019, roz. Malden, Massachusetts
- Max Yavno, 1911–1985, roz. Manhattan, New York；bývalý prezident
- George S. Zimbel, 1929–2023, Woburn, Massachusetts
- Cuchi Whiteová, 1930-2013, roz. v Clevelandu, Ohio, pod jménem Katheryn Ann Whiteová